# 新宿センタービル
新宿センタービル（しんじゅくセンタービル）は、東京都新宿区西新宿の新宿新都心の一角にある超高層ビル。スーパーゼネコンの一角である大成建設の本社ビルである。

## 概要
大成建設の創業百周年記念事業における目玉というべき新本社ビル建設プロジェクトとして、技術を集大成し新宿新都心10号地（淀橋浄水場跡地）に建てられた超高層ビルである。1979年に新都心地区における7番目のビルとして竣工。大成建設、東京建物、朝日生命保険が区分所有権を有し、持分比率は敷地の持分比率と同率の、大成建設と東京建物が同率の40%、朝日生命が20%を有していた。
2008年3月末、東京建物、大成建設など5社がスポンサーのJ-REITである日本プライムリアルティ投資法人が、朝日生命の所有権を取得。これに伴い、当ビルは、同法人および東京建物と明治安田生命保険が区分所有する体制となった。
新宿界隈では単に、センタービルと呼ばれている。外壁は煉瓦調の茶色。西口中央通り地下北通路からだとアクセスがよい。連絡通路で新宿野村ビルともつながる。
高さは隣の新宿三井ビルより2メートル低い (それぞれ222.95m、225.0m)が、当ビルの1階部分が三井ビルより高い位置からあるため実際は高く見える。
ビルには多くの企業がテナントとして入る。かつては、日本テレビ・フジテレビ・テレビ朝日のアナログテレビ予備送信所が設置されていたが、現在は撤去され、各社のFPU受信基地のみが残っている。

### 長周期地震動対策
長周期地震動対策は、新宿エリアの他のビルに先駆けて、2008年10月から2009年7月に大成建設東京支店の施工によって済ませている。対策の投資効果ケーススタディでは、建物初期投資額を100とした場合、対策をしないで震災にあった場合は37.0の費用。事前に対策を行った場合は6.6の費用と算出された。
ブレースは長周期地震動対策でT-RESPO構法で取り付けられており、変位依存型オイルダンパーを用いている。溶接を使わない緊張材による圧着工法により、建物を使用しながら施工された。ブレースは15階から26階、28階から39階の計24フロアに計288基を設置。ビルの固有周期は長辺方向に5.2秒、短辺方向に6.2秒となった。
2011年の東日本大震災の揺れではビル屋上階短辺方向の変形は制振ダンパーにより22%低減。後揺れでは51%の低減をみせた。

## エレベーター
新宿センタービルのオフィス用エレベーターは4バンクあり、AバンクとDバンクは日立製、Bバンクは東芝製、Cバンクは三菱電機製であり、非常用エレベーター3基はフジテック製となっている。オフィス用のエレベーター全32基は2010年から順次リニューアル工事が行われていて、2014年3月までに全て完了した。それと同時にエレベーターホールの意匠更新と各バンク1基に車椅子操作盤も増設された。途中の14階・27階・40階・54階は機械室等があるため、非常用エレベーターのみが停止階に持つ。機械室フロアは施設関係者以外立入禁止である。
- Aバンク（日立製）

1 - 18（14階は通過） ※車椅子対応機は8号機
- Bバンク（東芝製）

1・6・17 - 31（27階は通過） ※車椅子対応機は16号機
- Cバンク（三菱電機製）

1・31 - 43（40階は通過） ※車椅子対応機は24号機
- Dバンク（日立製）

1・43 - 53 ※車椅子対応機は32号機
- 非常用バンク（フジテック製）

B4 - B1・MB1・1 - 54 ※Aバンク側に2基、Dバンク側に1基ある。E-3号機のみ車椅子操作盤付き

## 主なテナント・施設
地下1階および中地下1階には30以上の飲食・物販・金融等の店舗がある。1階は別館を除いて店舗・オフィスはなく、案内所がある。4-5階はクリニック・歯科・薬局が入る。これら以外の階（14階・27階・40階を除く）はおおむねオフィスである。
53階では、2016年3月末まで展望レストラン及び展望ロビーが営業していたが、2017年1月10日にオフィスフロアとしてリニューアルオープンした。
オフィス
- 大成建設本社
- 朝日生命保険新都心統括支社
- TBCグループ本社
- ナック本社
- 日本テクノ本社
- メルディア本社
- CSアカウンティング
- エイジェック本社
- 八十二銀行新宿・池袋支店
- メモリアルアートの大野屋本社
- タマノイ酢東京本部

など多数
店舗
- 大和証券新宿センタービル支店
- みずほ銀行新宿新都心・新宿西口・新宿南口支店
- 新宿センタービル内郵便局
- ツクル・ワーク新宿センタービル店　など

飲食店・コンビニ・小店舗・その他
- 地下1階
  - てんや新宿センタービル店、吉野家新宿センタービル店、ローソン新宿センタービル店・同西店、丸亀製麺、西安餃子、宇奈とと、その他
- 中地下1階
  - 大戸屋新宿センタービル店、タリーズコーヒー新宿センタービル店、テイラー・フクオカ、カフェハイチ、その他
- 1階（別棟）
  - 音音 新宿センタービル店

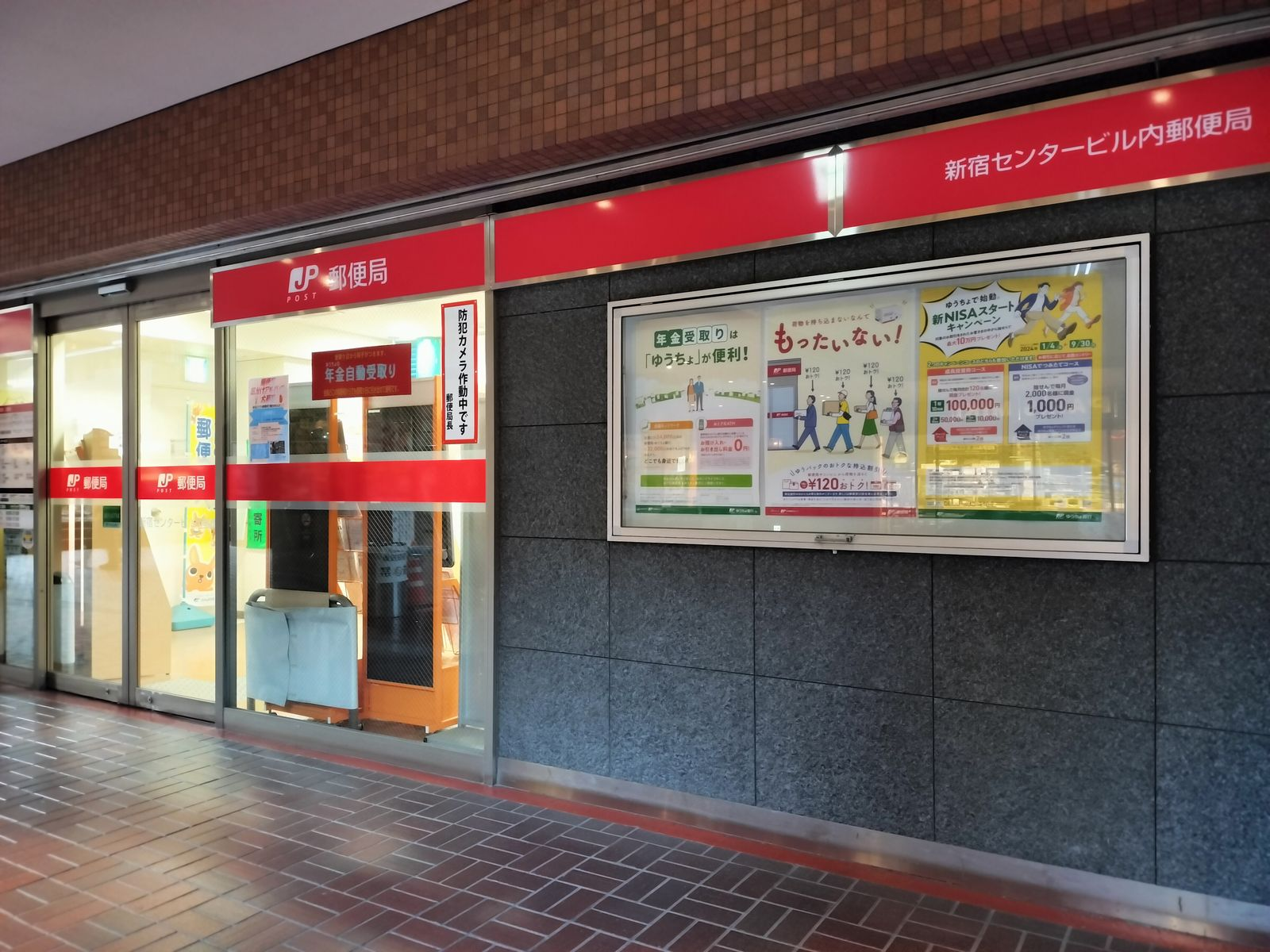
新宿センタービル内郵便局
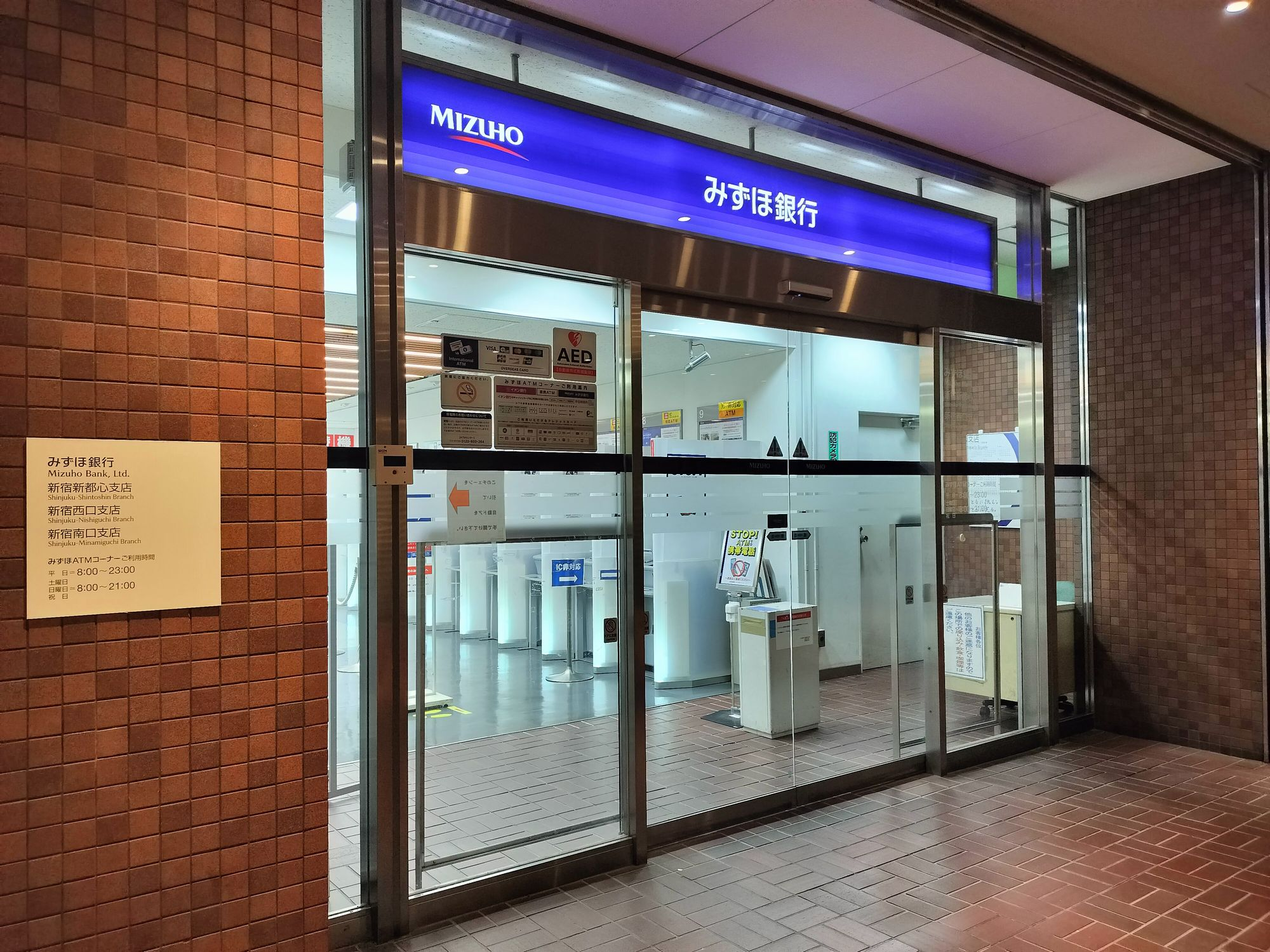
みずほ銀行の店舗

## アクセス方法など
- 新宿駅より徒歩7分
- 都営大江戸線都庁前駅徒歩3分
- 東京メトロ丸ノ内線西新宿駅より徒歩5分
- 駐車場:540台収容（有料）

## 受賞履歴
- 第22回 BCS賞（建築業協会賞）－1981年
- 第20回 BELCA賞ロングライフ部門 － 2010年度

## 主な事件等
新宿センタービルには様々な事件があった。
ビルクライマー事件
1998年11月6日、フリークライマーのアラン・ロベール (Alain Robert)が、無許可で新宿センタービルを素手で登るという事件があった。約40分程で登頂した後、屋上で建造物侵入の現行犯として警視庁新宿警察署に逮捕された。
大成建設本社発砲・立てこもり事件
2004年11月1日午後8時50分頃、ビル17階にある大成建設本社受付で男が拳銃を1発発砲し、応接室に立てこもるという事件が発生した。その後駆けつけた警察の説得に応じて、約40分後に出てきた男は銃刀法違反（所持）と建造物侵入の現行犯で逮捕された。犯人は右翼団体構成員の國學院大學3年生。「ゼネコンが北朝鮮を訪問しようとしていたことを知り、抗議のためにやった」と供述しているという。けが人などはなかった。

## ギャラリー

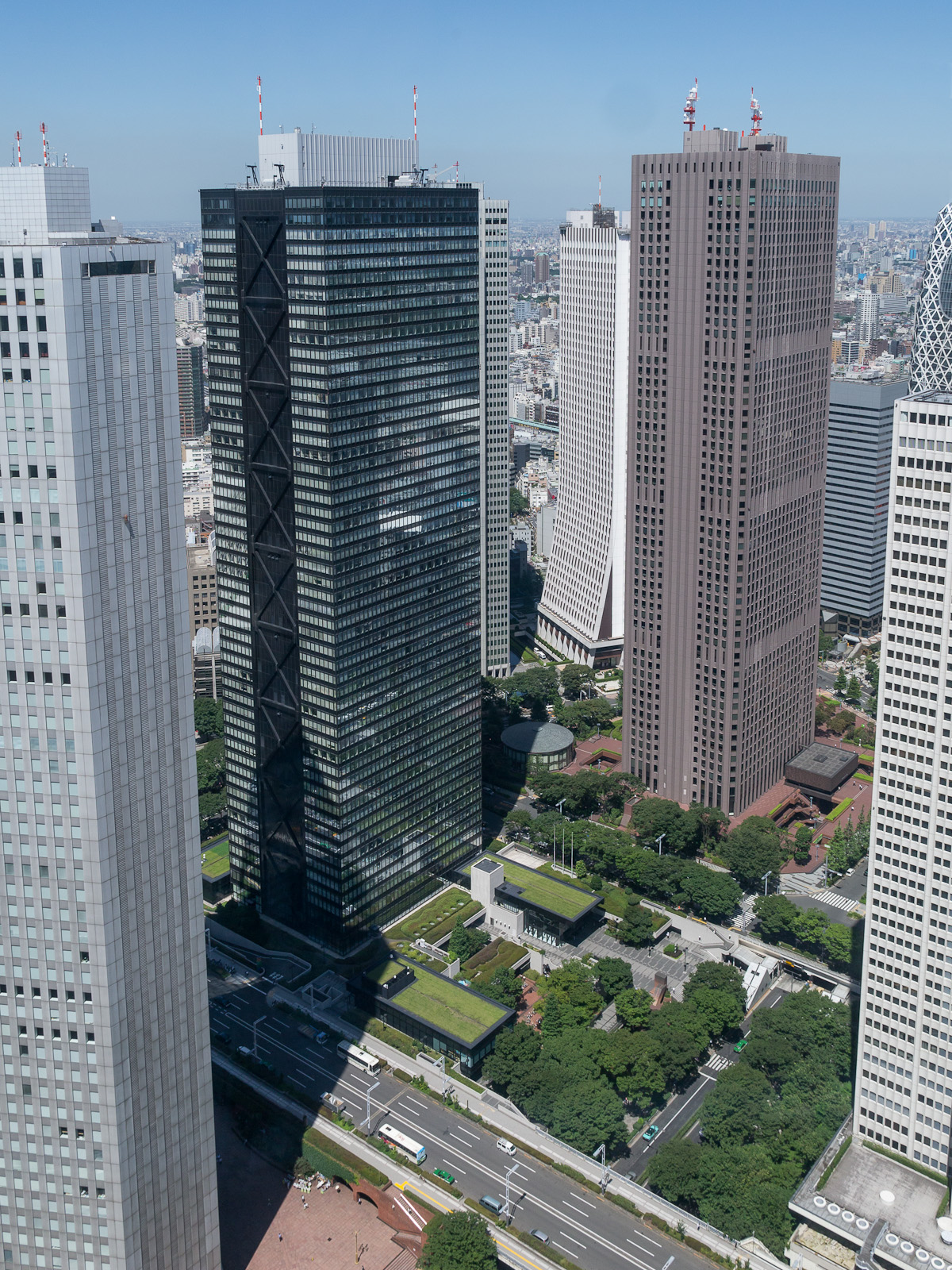
隣接する新宿三井ビル。東京都庁展望台から見るビル全景
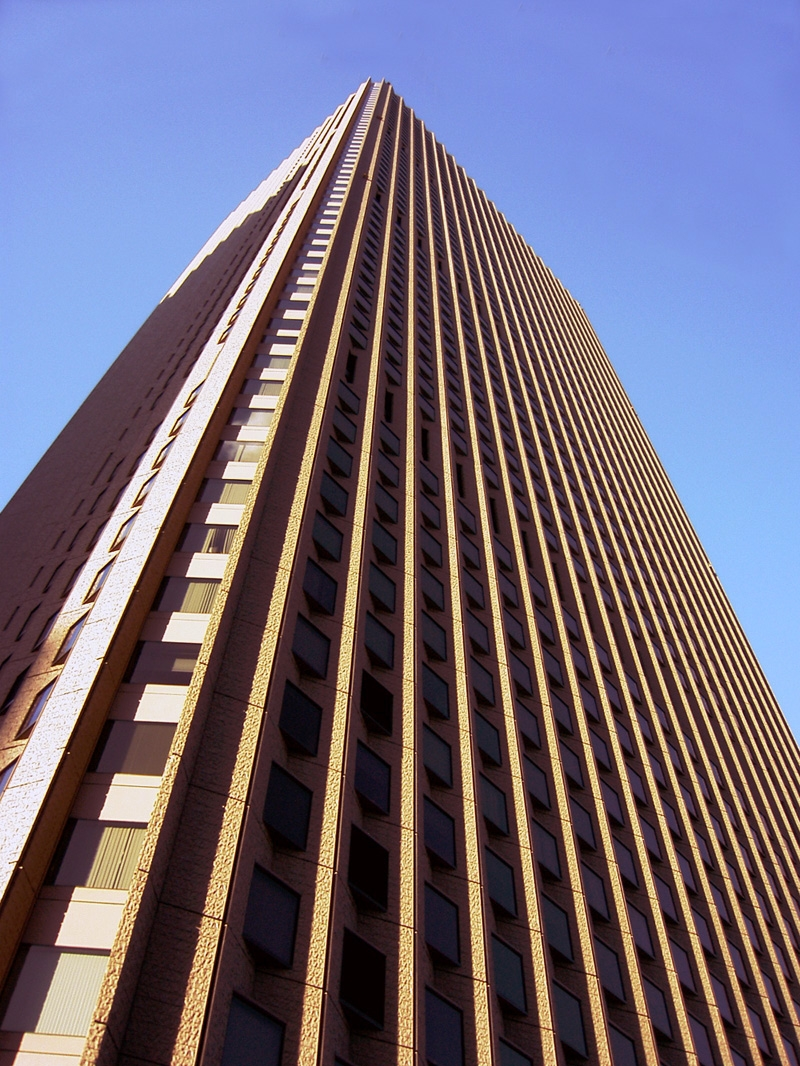
下から見上げたビル全景
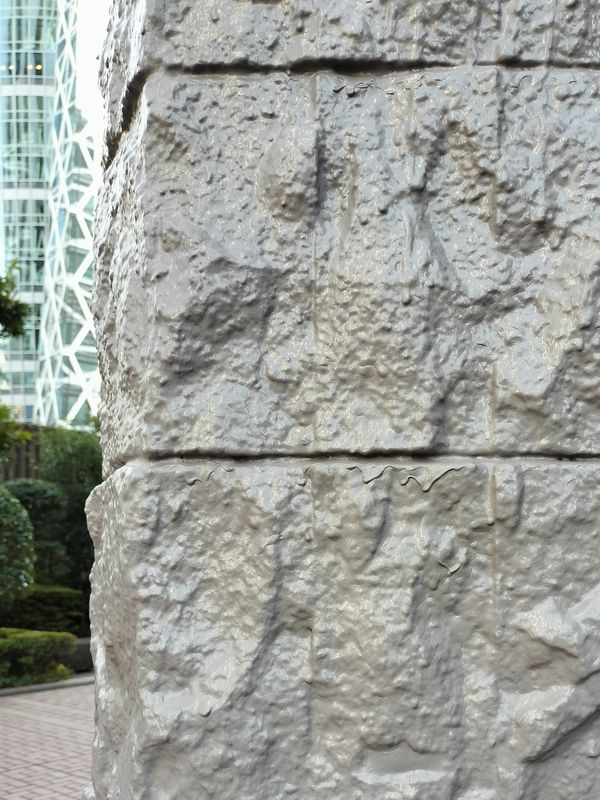
外壁を直近で見る。表面は不定形で光沢がある。
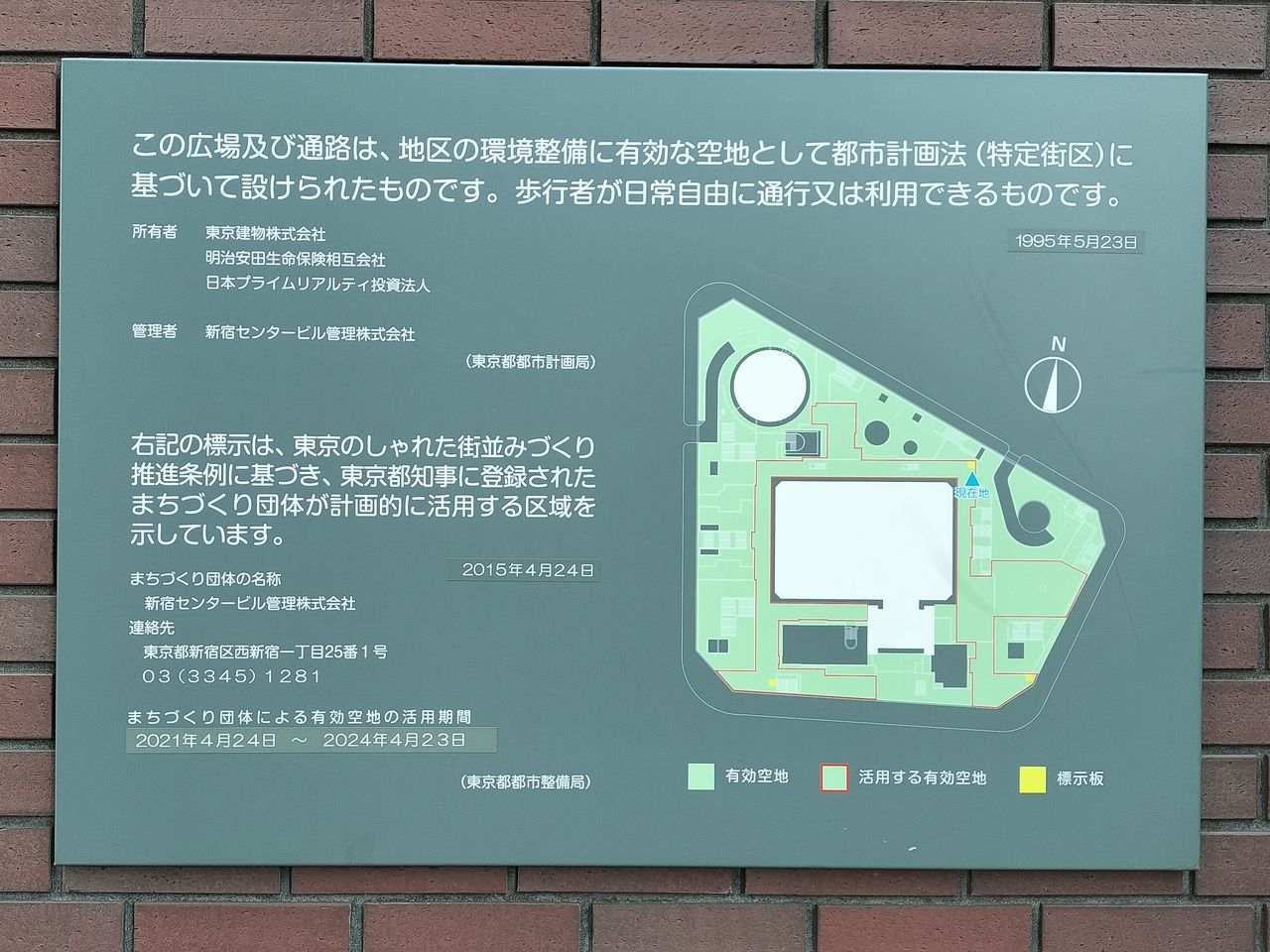
公開空地の表示
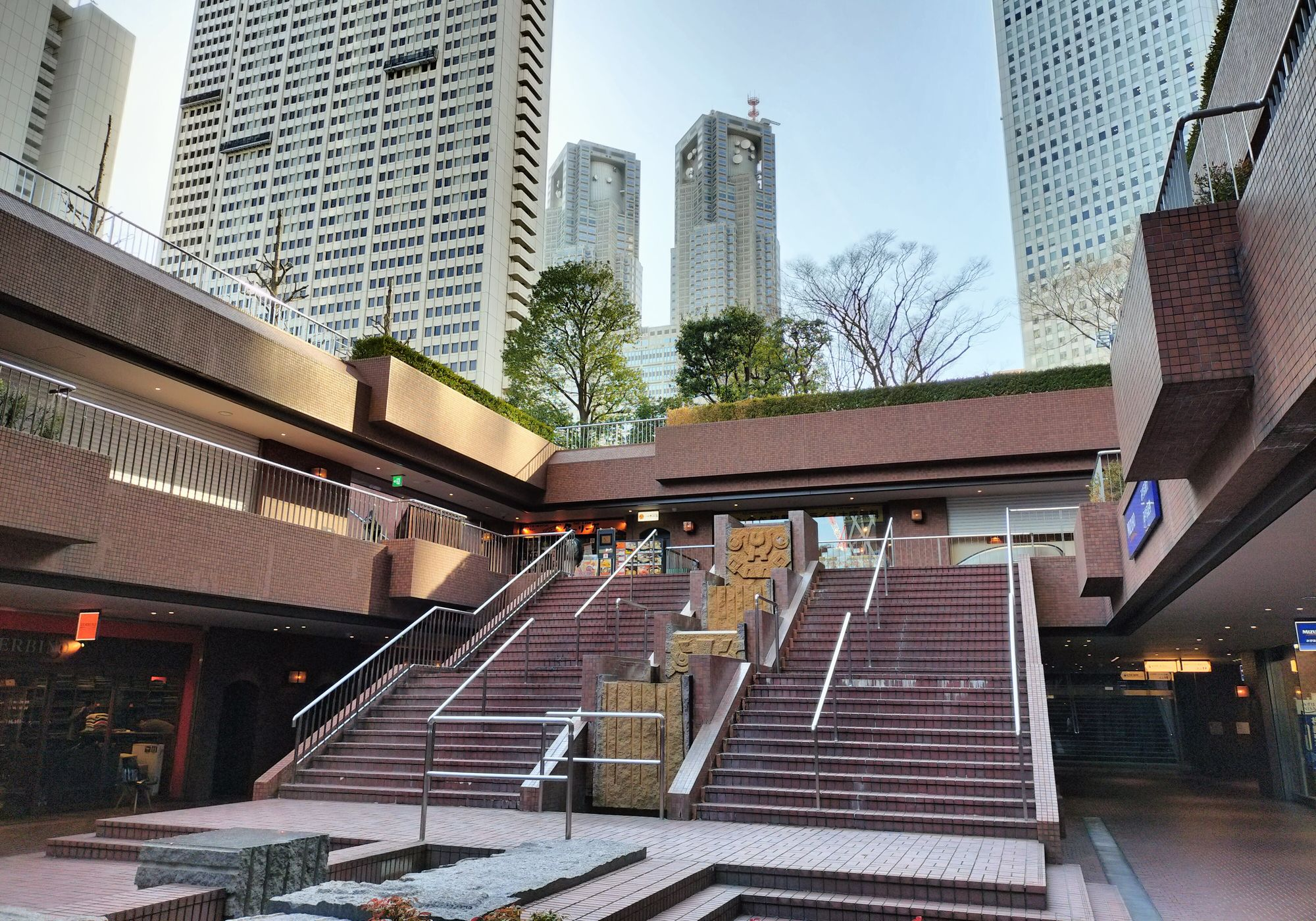
地下1階の吹き抜け
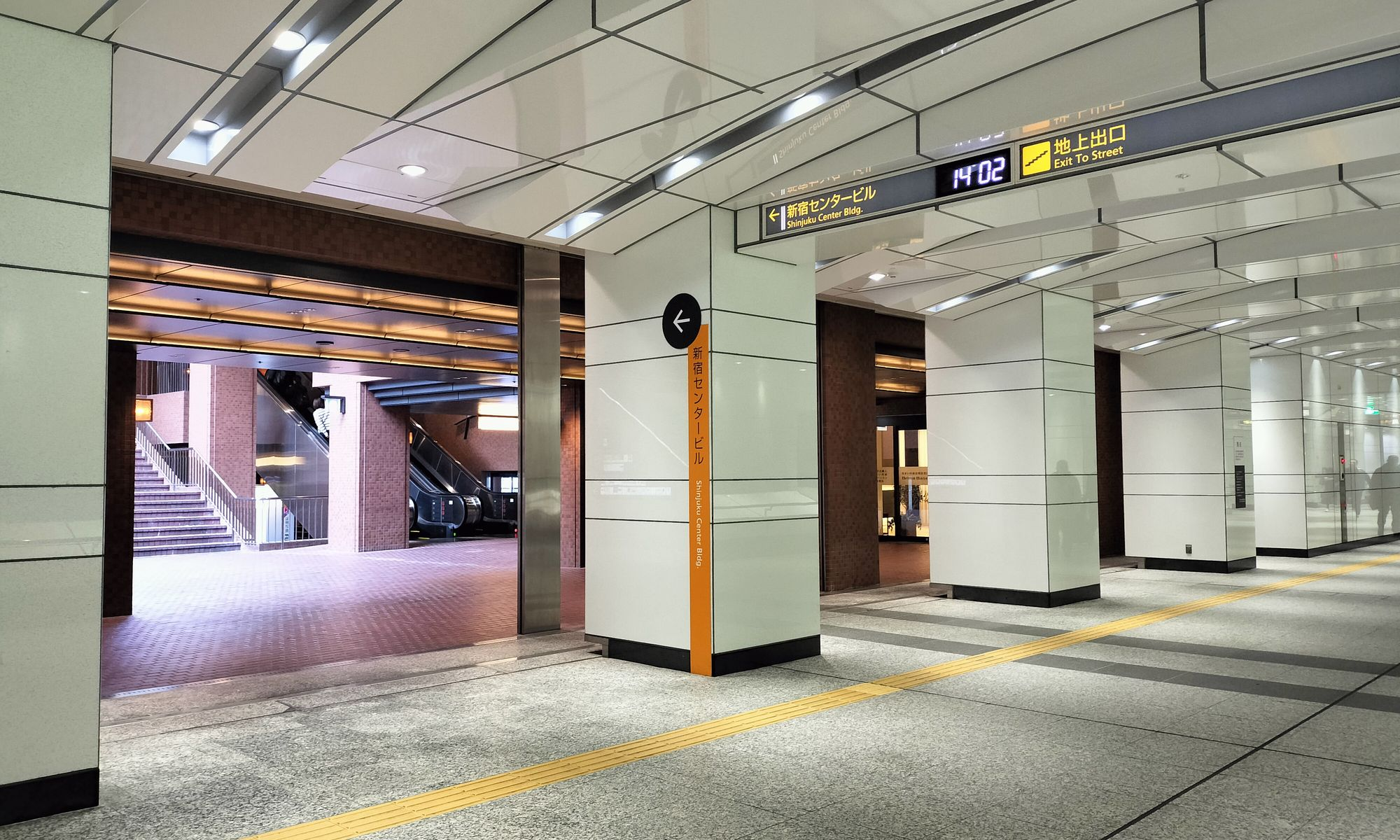
中央通り歩道からビル地下1階への出入口

## 登場作品
- ゴジラ（1984年） - 西新宿が決戦の場となり、ビルのミニチュアが作られた。ゴジラの放射熱戦によりビルの中層部を吹き飛ばされているが、倒壊は免れている。サウンドトラック盤のジャケットは「新宿センタービルの前に立つゴジラ」である。

### 注
1. ↑  展望レストランは開業当初から存在していた。